# Ōwani
Ōwani (大鰐町?) è una cittadina giapponese della prefettura di Aomori.